# 平塚千瑛
平塚 千瑛（ひらつか ちあき 1986年8月6日 - ）は、山形県米沢市出身の日本のタレント・モデル、グラビアアイドルである。三枝プランニング所属。

## 略歴・人物
- 2011年、「ミス・アース・ジャパン」ファイナリスト
- 2012年、「ミス・ユニバース・ジャパン」セミファイナリスト
- 2013年、「ベストボディ・ジャパン日本大会」レディースグラス グランプリ

## 出演

### CM
- ローソン「東京mediaイメージガール2010」

### 広告
- TOTO「トイレバイクネオ」※ライダー
- エステティックTBC「ナノビューティー」※インフォマーシャル
- エステティックTBC「ディープバーンローラー」※イメージモデル

### テレビ
- 流派-R（テレビ東京） - レポーター
- 恋のから騒ぎ（日本テレビ）
- その顔が見てみたい（フジテレビ）
- マジックチャンネル（2012年、BS11） - MC
- 私のホストちゃん〜しちにんのホスト〜#私のホストちゃんS〜新人ホストオーナー奇跡の密着6カ月〜（2014年7月、日本テレビ）
- 水曜ミステリー9（テレビ東京）
  - トカゲの女 警視庁特殊犯罪バイク班（2014年11月26日）- 神崎恵 役
  - 警視庁強行犯 樋口顕 廉恥（2015年2月25日）
- 土曜ワイド劇場・タクシードライバーの推理日誌36（2014年12月13日、テレビ朝日）
- 鬼平犯科帳スペシャル 密告 (2015年1月9日、フジテレビ)
- 相棒 season13 第13話（2015年1月13日、テレビ朝日） - 曽根真由美 役
- クロスロード（NHK BSプレミアム） - 謎の美女 役
- 幸せ追求バラエティ 金曜日の聞きたい女たち（フジテレビ）
- モデルプレスナイト（Kawaiian for ひかりTV 4K） - 準レギュラー
- 絶狼-ZERO- -DRAGON BLOOD- 第1話（2017年1月6日、テレビ東京） - 仮面女 役
- 警視庁機動捜査隊216 第7作（2017年6月5日、TBS系） - アキ 役
- 特捜9 第2話（2018年4月18日、テレビ朝日系） - 向笠博子 役
- 有田哲平の夢なら醒めないで（2018年8月14日、TBS）
- 金曜8時のドラマ 執事 西園寺の名推理 第2シリーズ第5、8話（2019年、テレビ東京）
- 刑事7人 第1話（2019年7月10日、テレビ朝日系） ‐ 間宮静香 役
- 焼肉プロレス（2019年） ‐ 片桐恭子 役
- アオイウソ〜告白の放課後〜 第1話-第4話（2021年1月12日 - 2月2日、TOKYO MX）
- 全領域異常解決室 第6話（2024年11月13日、フジテレビ） - 藤井優希 役[2]

### 映画
- すんドめ NEW（2017年）
- 私は絶対許さない（2018年）
- アイアンガール FINAL WARS（2019年2月15日[3]）- キャンディ 役
- スモーキー・アンド・ビター（2020年）- サトミ 役

### ウェブドラマ
- 愛なき森で叫べ: Deep Cut　第3話（2020年4月30日、Netflix）- アケミ役

### 舞台
- 劇団空感エンジンプロデュース『YAMAO』
- 劇団空感エンジンプロデュース『SAKURA』
- 劇団空感エンジンプロデュース『東京ZOOM Ⅱ』
- エアースタジオ『MOTHER マザー〜特攻の母 鳥濱トメ物語〜』（2015.10）※天王洲銀河劇場
- STELLA WORKS『花魁の首』（2017.7）緋桜 役　※新宿村LIVE
- RAINBOWWANDERLUST.INC『てやんDays』（2017.12～2018.1）おりん役　新宿シアターモリエール
- レティクル東京座『氷雨丸 -常花の青年遊郭-』（2018.6）ウシロメ役　新宿村LIVE
- 萬腹企画『マギアギア』（2018.7）新宿シアターモリエール
- 萬腹企画『SYNAPSE－シナプス－』（2018.11）　上野ストアハウス
- プラチナ・ペーパーズ『ラフカット2019』（2019.6）全労済ホール スペース・ゼロ
- PEEPS『レッドスネーク、カモン！！【青春版】』（2019.9） 築地本願寺ブディストホール
- 伯父の魔法使い（2020年1月10日 - 13日[4]）
- The Great Gatsby 2023（2023.11）[5]
- 後鳥羽伝説殺人事件（2024年.5）石川恭子役 渋谷区文化総合センター大和田 伝承ホール[6][7]

### 雑誌
- カスタムバーニング（造形社）※表紙
- 千葉ウォーカー（角川マガジンズ）　― 2012年春GW号
- ケイコとマナブ（リクルート） - 2012年5月号

### Web
- あっ!とおどろく放送局

『松島留美（SDN48）のMONDAY　NAIGHT20!』 - レギュラー
『ときめき!ウイントアーツ』 - MC
- USTREAM

『Kamikami美容室』 - MC
- AKIBA 伝えたい!放送局

『堀祐士流!!FXの考え方』 - アシスタント

### ショー
- 渋谷コレクション

## 作品

### DVD
1. Virtual Lover（2014年2月21日、竹書房）
2. Bust Venus（2014年8月22日、GRAVISION）
3. 美・BODY（2014年10月31日、エスデジタル）
4. Voyage〜あなたを忘れない〜（2015年5月29日、シャイニングスター）

### 写真集
- Birth（2016年9月14日、双葉社、撮影：西田幸樹）ISBN 978-4575311778
- CHIAKI（2018年7月27日、講談社、撮影：篠山紀信）ISBN 978-4065131244